# Гарсиа Абриль, Антон
Анто́н Гарси́а Абри́ль (исп. Antón García Abril; 19 мая 1933, Теруэль — 17 марта 2021, Мадрид) — испанский музыкант, дирижёр и композитор.

## Биография
В 1974-2003 годах Гарсиа Абриль был главой отдела композиции и форм музыки в Superior de Música в Мадриде.
В 1982 году избран членом Real Academia de Bellas Artes de San Fernando в Мадриде.
В 1994 году награждён Национальной премией Испании по музыке.
В 2008 году Гарсиа Абриль избран членом Real Academia de Bellas Artes de San Carlos в Валенсии.

## Сочинения
- 1972 — Hemeroscopium
- 1986 — Concierto Mudéjar
- 1987 — Vademécum
- 1992 — Divinas Palabras
- 1994 — Concierto
- 1996 — Nocturnos de la Antequeruela
- 1999 — Concierto de las tierras altas
- 2001 — Concierto de la Malvarossa
- 2007 — Alba de los caminos
- 2012 — Cantos de Ordesa, Концерт для альта с оркестром